# 让-保罗·高缇耶
尚-保羅·高缇耶（法語：Jean-Paul Gaultier，法語發音：[ʒɑ̃ pɔl ɡotje]；1952年4月24日—，或譯高緹耶），是一位法國高級時裝設計大師，創立有同名的高級服裝定製品牌。他曾於2003年-2010年擔任法國著名時裝及奢侈品品牌愛馬仕的設計總監。

## 生平
高缇耶從未受過正式的設計訓練。他在年輕時，便開始向知名時裝設計師遞薦自己繪製的草稿，終於讓皮爾·卡登留下印象，1970年被雇用為助理。1971年，高缇耶到雅克·艾特若（Jacques Esterel）旗下工作，翌年又效力於傑·柏圖（Jean Patou），而後於1974年重返皮爾·卡登、負責管理位在馬尼拉的精品店。
1976年，高缇耶推出同名品牌，1981年開始展現他玩世不恭的時尚態度與風格，因此在法國時裝界獲得「時尚頑童」的稱號。
让-保罗·高缇耶授权普伊格公司生产系列香水。
在80年代至90年代初，香港首間Jean Paul Gaultier專門店位於中環太子大廈。
1990年，高緹耶為麥當娜的Blond Ambition World Tour演唱會負責服裝設計。
Jean Paul Gaultier於90年代加入法國高級服裝定製公會（haute couture）。
2000年，張國榮請來高緹耶為他的熱情演唱會負責演唱會服裝設計。
2003年擔任愛馬仕的設計總監直至2010年。
2012 年Jean Paul Gaultier为李宇春负责演唱会服装设计
同年推出高級定制腕錶系列，為顧客訂造機芯和名貴皮革，全部腕錶均由瑞士製造，錶面印有Swiss Made 標誌。
在2015 年宣佈退出男女裝成衣系列，專注發展高級訂造時裝，定製腕錶及香水業務，他批評現今的速食時裝文化，限制了設計師的創作空間。Gaultier表示成衣界已變得瘋狂，太多商業限制加上新系列推出太頻密，令他沒有空間發掘新意念，反觀高級時裝和設計腕錶才能讓他發揮創意。
2018年，在2018秋冬展中，Jean Paul Gaultier以黑白色作主調，用新的剪裁款式，展示高訂系列 couture系列。
2020年春夏，完成同名品牌謝幕之作。

## 外部連結
- 尚-保羅·高堤耶官方網站（页面存档备份，存于）